# Resolutie 692 Veiligheidsraad Verenigde Naties
Resolutie 692 van de Veiligheidsraad van de Verenigde Naties werd op 20 mei 1991 aangenomen. Dat gebeurde met veertien stemmen voor en één onthouding van Cuba.

## Achtergrond
Op 2 augustus 1990 viel Irak zijn zuiderbuur Koeweit binnen en bezette dat land. Nog diezelfde dag werd de inval door de VN-Veiligheidsraad veroordeeld in resolutie 660. Deze resolutie eiste ook een onmiddellijke terugtrekking van Irak, maar daar kwam niets van terecht. 
Met resolutie 678 stelde de Veiligheidsraad Irak een ultimatum om voor 15 januari 1991 aan de voorgaande resoluties te voldoen. Irak gaf hier geen gehoor aan, en de dag na het verstrijken van het ultimatum begon een coalitie van 34 landen onder leiding van de Verenigde Staten operatie Desert Storm met grootschalige luchtbombardementen gevolgd door een grondoffensief, operatie Desert Sabre. Tegen 27 februari was de strijd beslecht en op die dag aanvaardde Irak de VN-resoluties.

## Inhoud
De Veiligheidsraad herinnerde aan de resoluties 674, 686 en 687 die Irak verantwoordelijk stelden voor alle verliezen, schade, waaronder milieuschade en uitputting van grondstoffen, of verwondingen aan buitenlanders door hun invasie en bezetting van Koeweit. Er werd nota genomen van het rapport van de secretaris-generaal.
De Veiligheidsraad handelde onder Hoofdstuk VII van het Handvest, waardeerde het rapport en verwelkomde het feit dat de Secretaris-Generaal zou beginnen met de gevraagde consultaties, waarna de Veiligheidsraad kon bepalen hoeveel het maximale bedrag was dat Irak moest bijdragen aan het VN-Compensatiefonds.
Er werd besloten het fonds en de commissie uit paragraaf °18 van resolutie 687 op te richten; het bestuur hiervan zou in het VN-kantoor in Genève zetelen en mogen besluiten om sommige activiteiten elders te verrichten. De Secretaris-Generaal werd gevraagd om de paragrafen °2 en °3 uit te voeren. Het bestuur van het fonds werd opgedragen sectie E (paragrafen °16—°19) van resolutie 687 uit te voeren. Er werd besloten dat de Iraakse bijdrage zou worden voorgeschreven door het bestuur op basis van de olie-uitvoer. Het bestuur werd gevraagd zo snel mogelijk te rapporteren over die bijdragen en de regeling om de betaling ervan te verzekeren. De Veiligheidsraad vroeg ook dat alle landen en internationale organisaties samenwerken met het bestuur en vraagt verder dat het bestuur de Veiligheidsraad hiervan op de hoogte houdt. De Veiligheidsraad besloot ook dat, in het geval Irak niet zou meewerken, de invoer van Iraakse olie opnieuw verboden zou worden. 
De Veiligheidsraad besloot om van de kwestie op de hoogte te blijven en vroeg het bestuur regelmatig te rapporteren.

## Verwante resoluties
- Resolutie 688 Veiligheidsraad Verenigde Naties
- Resolutie 689 Veiligheidsraad Verenigde Naties
- Resolutie 699 Veiligheidsraad Verenigde Naties
- Resolutie 700 Veiligheidsraad Verenigde Naties

Lijst ·  684 ·  685 ·  686 ·  687 ·  688 ·  689 ·  690 ·  691 ·  692 ·  693 ·  694 ·  695 ·  696 ·  697 ·  698 ·  699 ·  700 ·  701 ·  702 ·  703 ·  704 ·  705 ·  706 ·  707 ·  708 ·  709 ·  710 ·  711 ·  712 ·  713 ·  714 ·  715 ·  716 ·  717 ·  718 ·  719 ·  720 ·  721 ·  722 ·  723 ·  724 ·  725